# Bracebridge Heath
Bracebridge Heath – wieś w Anglii, w hrabstwie Lincolnshire. Leży 5 km na południe od Lincoln i 190 km na północ od Londynu.
W 2001 miejscowość liczyła 4530 mieszkańców.